# Mogul Mowgli
Mogul Mowgli é um filme de drama britânico-estadunidense de 2020 dirigido por Bassam Tariq. É estrelado por Riz Ahmed ao lado de Aiysha Hart, Alyy Khan, Sudha Bhuchar, Nabhaan Rizwan e Anjana Vasan.
Produzido pela Pulse Films, o filme teve sua estreia mundial na seção Panorama do 70º Festival Internacional de Cinema de Berlim em 21 de fevereiro de 2020. Foi lançado no Reino Unido em 30 de outubro de 2020, pela BFI Distribution, e está programado para ser lançado nos Estados Unidos em 3 de setembro de 2021, pela Strand Releasing.

## Elenco
- Riz Ahmed como Zed
- Aiysha Hart como Bina
- Alyy Khan como Bashir
- Sudha Bhuchar como Nasra
- Nabhaan Rizwan como RPG
- Anjana Vasan como Vaseem
- Hussain Manawer como Bilal
- Kiran Sonia Sawar como Asma
- Jeff Mirza como Ghulab Mian

## Lançamento
O filme teve sua estreia mundial na seção Panorama do 70º Festival Internacional de Cinema de Berlim em 21 de fevereiro de 2020. Em agosto de 2020, a BFI Distribution adquiriu os direitos de distribuição do filme no Reino Unido. Foi lançado no Reino Unido em 30 de outubro de 2020. Em dezembro do mesmo ano, a Strand Releasing adquiriu os direitos de distribuição do filme nos Estados Unidos.ref>Keslassy, Elsa (16 de dezembro de 2021). «Riz Ahmed's 'Mogul Mowgli' Nabbed By Strand Releasing for U.S. (EXCLUSIVE)». Variety. Consultado em 18 de agosto de 2021</ref>

## Recepção
No Rotten Tomatoes, o filme tem uma índice de aprovação de 97% com base em 30 críticas, com uma nota média de 7,44/10. O consenso dos críticos do site diz: "Um retrato ambicioso da natureza complicada da identidade, o desafiador e emocionalmente cru Mogul Mowgli mostra uma atuação comovente de Riz Ahmed". No Metacritic, o filme tem uma pontuação média ponderada de 64 de 100, com base em 5 avaliações, indicando "críticas geralmente favoráveis".